# Unione Sportiva Grosseto 1936-1937
Questa pagina raccoglie le informazioni riguardanti l'Unione Sportiva Grosseto nelle competizioni ufficiali della stagione 1936-1937.

## Rosa
| N. |                   | Ruolo | Calciatore        |
| -- | ----------------- | ----- | ----------------- |
|    | Italia (bandiera) |       | Sirio Bartolini   |
|    | Italia (bandiera) | D     | Rosilio Bontadi   |
|    | Italia (bandiera) | C     | Ezio Borgo        |
|    | Italia (bandiera) |       | Remo Carmignani   |
|    | Italia (bandiera) |       | Lino Cresti       |
|    | Italia (bandiera) |       | Rinaldo Di Chiara |
|    | Italia (bandiera) |       | Riccardo Gabbiati |

| N. |                   | Ruolo | Calciatore        |
| -- | ----------------- | ----- | ----------------- |
|    | Italia (bandiera) |       | Pietro Gamba      |
|    | Italia (bandiera) | C     | Loris Lottini     |
|    | Italia (bandiera) | C     | Agostino Mottara  |
|    | Italia (bandiera) |       | Renato Piacentini |
|    | Italia (bandiera) | A     | Guido Querci      |
|    | Italia (bandiera) |       | Armando Riccucci  |
|    | Italia (bandiera) |       | Mario Vergnano    |